# Cuautla (Morelos)
Cuautla (del náhuatl: Cuāuhtlan o Kwāwtlan ‘Lugar de las águilas’), oficialmente llamada Heroica e Histórica Ciudad de Cuautla de Morelos, es una ciudad mexicana, cabecera del municipio de Cuautla y ciudad central de la zona metropolitana de Cuautla. Es la segunda ciudad más importante del estado de Morelos.
De acuerdo con el INEGI, la ciudad de Cuautla posee una población de 157 336 habitantes. Su área metropolitana cuenta con una población de 483 455 habitantes, según el Censo de Población y Vivienda 2020. siendo la segunda más importante en el estado solo superada por la zona metropolitana de Cuernavaca.
En 2012 fue aprobado por el congreso local el título de: Heroica Ciudad de Cuautla, Capital Histórica de Morelos. El 28 de noviembre de 2012, el entonces presidente de México, Felipe Calderón, en uno de sus últimos actos públicos como mandatario nacional, firmó un decreto en la Antigua estación del Ferrocarril, ubicada a un costado del antiguo convento de San Diego, en pleno centro de Cuautla, en donde nombraba a la ciudad como Zona de Monumentos Históricos de la Heroica e Histórica Ciudad de Cuautla.

## Historia

### Época de las culturas prehispánicas
La presencia de un grupo olmeca en Chalcatzingo, en donde se culturizaron (Piña Chan); y en su migración, fundó o culturizó varios pueblos: Tepalcingo, Jonacatepec (Las Pilas), Cuautla, Olintepec, Atlihuayan, Oaxtepec, Gualupita de Cuernavaca, Tlayacapan, etc.

#### Conquista tenochca y tributos
A los cinco años de conquistado Cuauhnáhuac (Cuernavaca por Itzcóatl), el forjador de la patria Moctezuma Ilhuicamina conquistó Huaxtépec, Yautepec, Tlayacapan y otros pueblos de Morelos y Guerrero (Yohuala, Coyucan y Apatzingani, estas últimas dos de origen purépecha).
En Oaxtepec fue donde Moctezuma Ilhuicamina fundó su palacio, además de ser cabecera prehispánica y colonial de los pueblos del Plan de Amilpas, se consideraron conquistados sus 25 asentamientos humanos y entre ellos Cuauhtlah (que literalmente significa "bosque", en lengua náhuatl), continuando el primero como cabecera del cacicazgo, y teniendo que tributar así, periódicamente, 400 mantas de algodón y 400 cenefas labradas en dos colores; 400 colchas; 800 mantas delgadas también de algodón; 400 maxtlis o bragas; 200 camisas de mujer y 1200 mantillas, todo eso cada 80 días.

### Época colonial
Los pueblos del Plan de Amilpas no fueron conquistados uno a uno por las armas españolas, sino solo su cabecera Huaxtepec el 14 de marzo del 1521 por el capitán Gonzalo de Sandoval, según las reglas de la guerra de esa época. Despojo de tierras: El éxito del cultivo de la caña de azúcar, traída por Hernán Cortés a esta región, provocó el despojo de tierras a los indígenas pues fueron solicitadas en encomienda, en merced o en propiedad por los conquistadores, los monasterios y también por gentes de la colonia. Así aconteció en el Plan de Amilpas. De este modo, aparecieron los trapiches de Santa Inés, San Pedro Mártir (Casasano), Coahuixtla, La Concepción (Hospital), Calderón, Buenavista, y Guadalupe.
En 1580, los frailes dominicos construyeron el convento en Santiago Apóstol en Cuautla. Y en 1640 los dieguinos edificaron el suyo. A finales del siglo XVI, se abrieron minas de plata en la sierra al sur de Cuautla.
En 1585 la Corona española sustituye la cabecera prehispánica de Oaxtepec por una realenga en la ciudad de Cuautla. En 1609, el Consejo Real de Indias designó a esta región como Alcaldía Mayor de Cuautla de Amilpas. 
También se contaba con las casas reales (palacio municipal), que tuvieron la función de aduana y registraba los cargamentos de oro y plata que salían de Cuautla hacia el puerto de Veracruz, para luego ir rumbo a España. En 1746, la parroquia de Santo Domingo ofrece misa en español. La organización política recaía en un alcalde mayor y los tres barrios de indígenas eran gobernados por la República de Indios.
En 1796 ya existen nueve haciendas en Cuautla: Nuestra Señora de Guadalupe, Santa Inés, Casasano, Calderón, El Hospital, Buenavista, Mapaztlán, Coahuixtla y Tenextepango, y los ranchos de Puxtla y Olintepec, señala Carlos Barreto Mark, en su libro Apuntes para la Ystoria.

### Independencia de México
Cuautla fue escenario de una de las batallas más feroces de la Guerra de Independencia, el Sitio de Cuautla que comenzó el 19 de febrero y terminó el 2 de mayo de 1812. La ciudad fue tomada por las fuerzas del sacerdote y general José María Morelos y Pavón, quien defendió la ciudad contra el general español Félix María Calleja del Rey, unas semanas antes de la necesidad de retirarse.

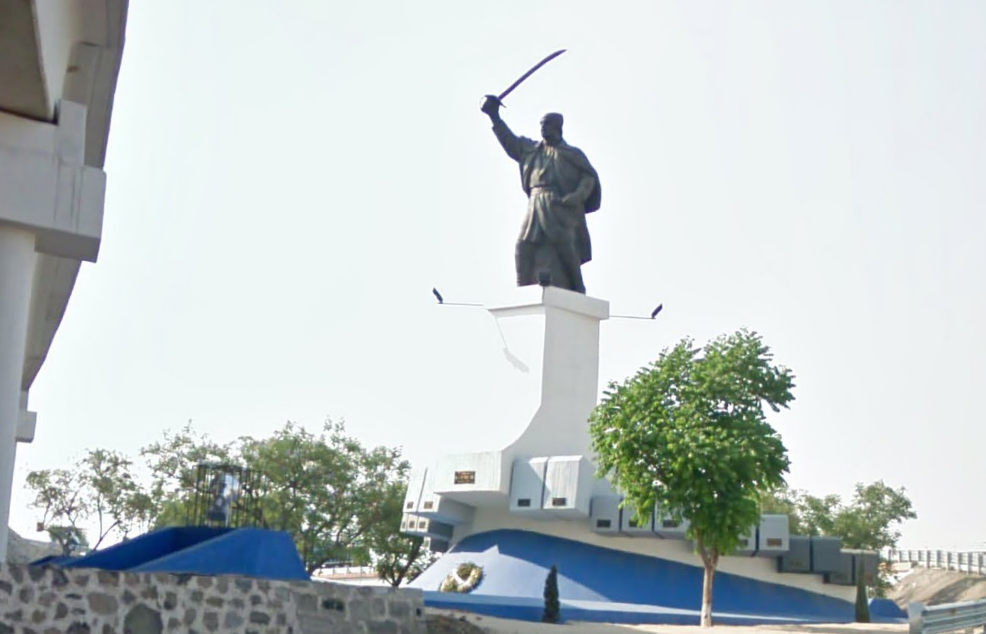
Monumento a José María Morelos en la entrada de Cuautla.

### La creación del estado de Morelos
El 23 de diciembre de 1857, a través del decreto n.º 4, la población de Cuautla era cabecera del partido de Ciudad de Morelos y formaba parte del distrito de Cuernavaca. Tiempo posterior al haberse erigido el estado de Morelos, Cuautla se constituyó como municipio de este y su población como la primera capital del estado, así como cabecera del distrito de Cuernavaca con base en la Ley Orgánica Provisional del 15 de marzo de 1870; un año después, es redactada en esta población la primera Constitución Política del Estado Libre y Soberano de Morelos. En 1871, ante el persistente conflicto entre Francisco Leyva Arce, gobernador del estado y Adaberto Jiménez, opositor al gobierno de Arce y quien había establecido su movimiento en la población de Cuautla, el Congreso Estatal cambia definitivamente la sede de los poderes a la población de Cuernavaca.

### Revolución mexicana

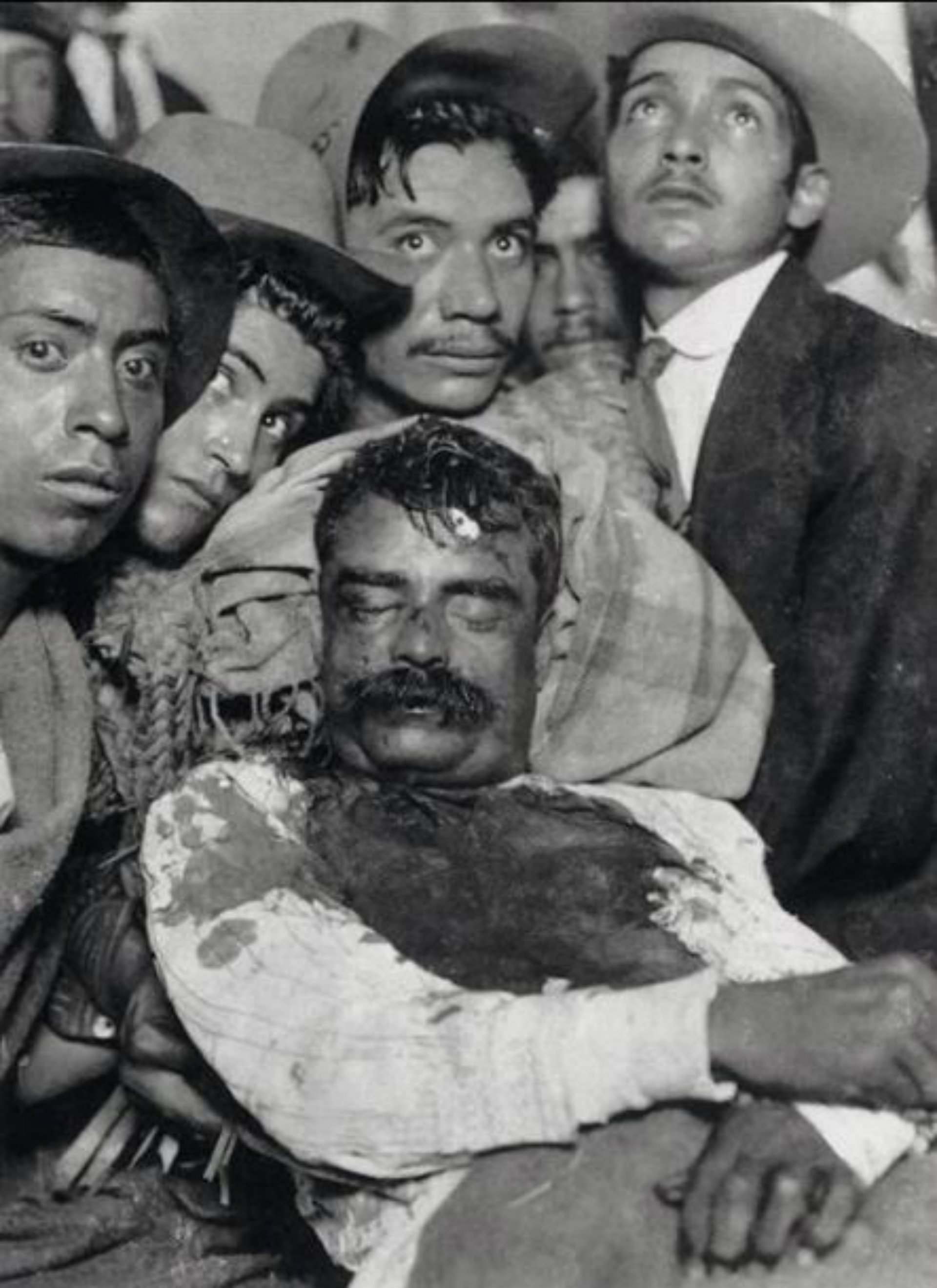
El cadáver de Emiliano Zapata, exhibido en Cuautla, Morelos.

Durante la Revolución mexicana, Cuautla fue la primera ciudad tomada por las fuerzas rebeldes de Emiliano Zapata.
El movimiento revolucionario maderista de 1910, llegó a la región; encabezado por el profesor Pablo Torres Burgos quién lo inició en marzo de 1911 y a su temprana muerte, las tropas eligieron a Emiliano Zapata que peleó con la idea de que el gobierno les devolviera las tierras que les pertenecían. Su Gral. el profesor Otilio Montaño redactó y manuscribió el Plan de Ayala, según las ideas de Zapata y se promulgó en Ayoxuxtla, Puebla, el 28 de noviembre de 1911. Este movimiento revolucionario de "el gato bebe" se terminaría por la traición que le causó el coronel Guajardo en Chinameca, Morelos el 10 de abril de 1919, cuando murió.
Los restos de Zapata fueron llevados a Cuautla, donde actualmente residen. Desde 1921, hay ceremonias cada 10 de abril, el aniversario de su muerte.

## Geografía

### Distancias
A continuación se menciona la distancia aproximada en km de Cuautla a otras ciudades del estado y del país.

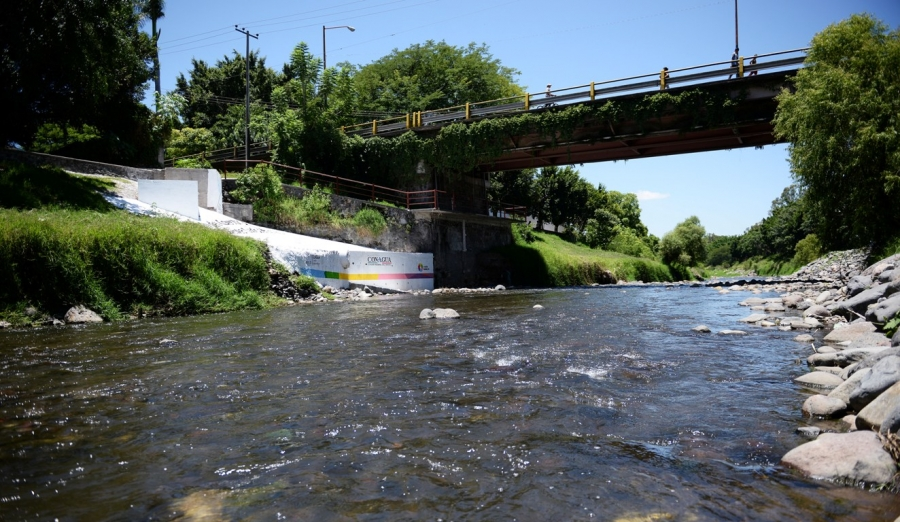
Río Cuautla.

Distancias en el estado de Morelos:
- Cuernavaca: 43 km
- Xochitepec: 58 km
- Jojutla: 50 km
- Puente de Ixtla: 76 km
- Zacatepec: 45 km

Distancias en México:
- Ciudad de México: 122,2 km
- Guadalajara: 660,3 km
- Monterrey: 1005,84 km
- Ciudad de Puebla: 99,6 km
- Toluca: 137 km
- Veracruz: 381 km
- Acapulco: 329 km

### Clima
Cuautla cuenta con los beneficios del clima de casi todo el estado de Morelos. El tipo de clima predominante en la ciudad es cálido semihúmedo con lluvias en verano, y la temperatura promedio anual es de 21 grados centígrados, con una precipitación anual aproximada de 868 mm.
| Parámetros climáticos promedio de Cuautla | Parámetros climáticos promedio de Cuautla | Parámetros climáticos promedio de Cuautla | Parámetros climáticos promedio de Cuautla | Parámetros climáticos promedio de Cuautla | Parámetros climáticos promedio de Cuautla | Parámetros climáticos promedio de Cuautla | Parámetros climáticos promedio de Cuautla | Parámetros climáticos promedio de Cuautla | Parámetros climáticos promedio de Cuautla | Parámetros climáticos promedio de Cuautla | Parámetros climáticos promedio de Cuautla | Parámetros climáticos promedio de Cuautla | Parámetros climáticos promedio de Cuautla |
| Mes                                       | Ene.                                      | Feb.                                      | Mar.                                      | Abr.                                      | May.                                      | Jun.                                      | Jul.                                      | Ago.                                      | Sep.                                      | Oct.                                      | Nov.                                      | Dic.                                      | Anual                                     |
| ----------------------------------------- | ----------------------------------------- | ----------------------------------------- | ----------------------------------------- | ----------------------------------------- | ----------------------------------------- | ----------------------------------------- | ----------------------------------------- | ----------------------------------------- | ----------------------------------------- | ----------------------------------------- | ----------------------------------------- | ----------------------------------------- | ----------------------------------------- |
| Temp. máx. abs. (°C)                      | 33.0                                      | 39.0                                      | 39.0                                      | 39.0                                      | 39.0                                      | 39.0                                      | 36.0                                      | 38.5                                      | 33.5                                      | 32.0                                      | 32.5                                      | 33.5                                      | 39.0                                      |
| Temp. máx. media (°C)                     | 26.4                                      | 28.3                                      | 30.7                                      | 32.1                                      | 31.6                                      | 28.5                                      | 27.0                                      | 26.9                                      | 26.2                                      | 26.6                                      | 26.7                                      | 26.2                                      | 28.1                                      |
| Temp. media (°C)                          | 17.9                                      | 19.4                                      | 21.5                                      | 23.3                                      | 23.7                                      | 22.5                                      | 21.2                                      | 21.0                                      | 20.7                                      | 20.3                                      | 19.2                                      | 18.2                                      | 20.7                                      |
| Temp. mín. media (°C)                     | 9.5                                       | 10.5                                      | 12.3                                      | 14.5                                      | 15.9                                      | 16.4                                      | 15.4                                      | 15.2                                      | 15.2                                      | 14.0                                      | 11.7                                      | 10.1                                      | 13.4                                      |
| Temp. mín. abs. (°C)                      | 0.0                                       | 1.0                                       | 1.0                                       | 5.0                                       | 7.5                                       | 8.0                                       | 5.5                                       | 7.0                                       | 5.0                                       | 4.5                                       | 1.0                                       | 0.0                                       | 0.0                                       |
| Precipitación total (mm)                  | 11.2                                      | 4.0                                       | 4.4                                       | 12.0                                      | 57.0                                      | 194.4                                     | 169.6                                     | 159.3                                     | 176.5                                     | 65.2                                      | 13.0                                      | 3.8                                       | 870.4                                     |
| Días de precipitaciones (≥ 1 mm)          | 1.2                                       | 0.9                                       | 0.9                                       | 2.6                                       | 7.5                                       | 16.5                                      | 16.7                                      | 17.5                                      | 17.0                                      | 7.4                                       | 1.7                                       | 0.8                                       | 90.7                                      |
| Fuente: Servicio Meteorológico Nacional   |                                           |                                           |                                           |                                           |                                           |                                           |                                           |                                           |                                           |                                           |                                           |                                           |                                           |

## Demografía
De acuerdo con el Censo de Población y Vivienda realizado en marzo de 2020 por el Instituto Nacional de Estadística y Geografía (INEGI), en la ciudad de Cuautla había un total de 157 336 habitantes, siendo 82 380 mujeres y 74 956 hombres.

### Zona metropolitana de Cuautla
Derivado del gran crecimiento demográfico en la región y al ser la principal ciudad de la zona oriente del estado, la zona metropolitana de Cuautla ha visto aumentada su población al estar complementada con la del municipio de Ayala, Atlatlahucan, Yautepec de Zaragoza, Tlayacapan y Yecapixtla dando como resultado una población cercana al medio millón de habitantes, convirtiéndola en la segunda zona metropolitana del estado de Morelos por población.

### Religión
El municipio cuenta con un registro de 22 iglesias que profesan diversas religiones. La religión católica predomina en el municipio con 109 890 creyentes; además existen otro tipo de creencias como la evangélica, judaíca, y la luz del mundo.[cita requerida]
Las iglesias cátolicas que más destacan y más importante son la Parroquia del Señor del Pueblo, Parroquia de Santiago Apóstol (ex-convento de Santo Domingo de Guzmán), Ex-convento de San Diego, Parroquia de la Medalla Milagrosa y Capilla de Guadalupita.

## Desarrollo económico
Las principales actividades económicas en el municipio son la agricultura, ganadería, industria y comercio.
De acuerdo con el censo nacional elaborado por el INEGI, la población económicamente activa (PEA) en el año 2000 fue de 57 581 habitantes de los cuales 56 909 habitantes representan la PEA total ocupada, distribuida de la siguiente manera:
| Población | Población | Población      |
| --------- | --------- | -------------- |
| Sexo      | Población | Porcentaje (%) |
| Hombres   | 36 221    | 63,65          |
| Mujeres   | 20 688    | 36,35          |
| Total     | 56 909    | 100            |

## Salud

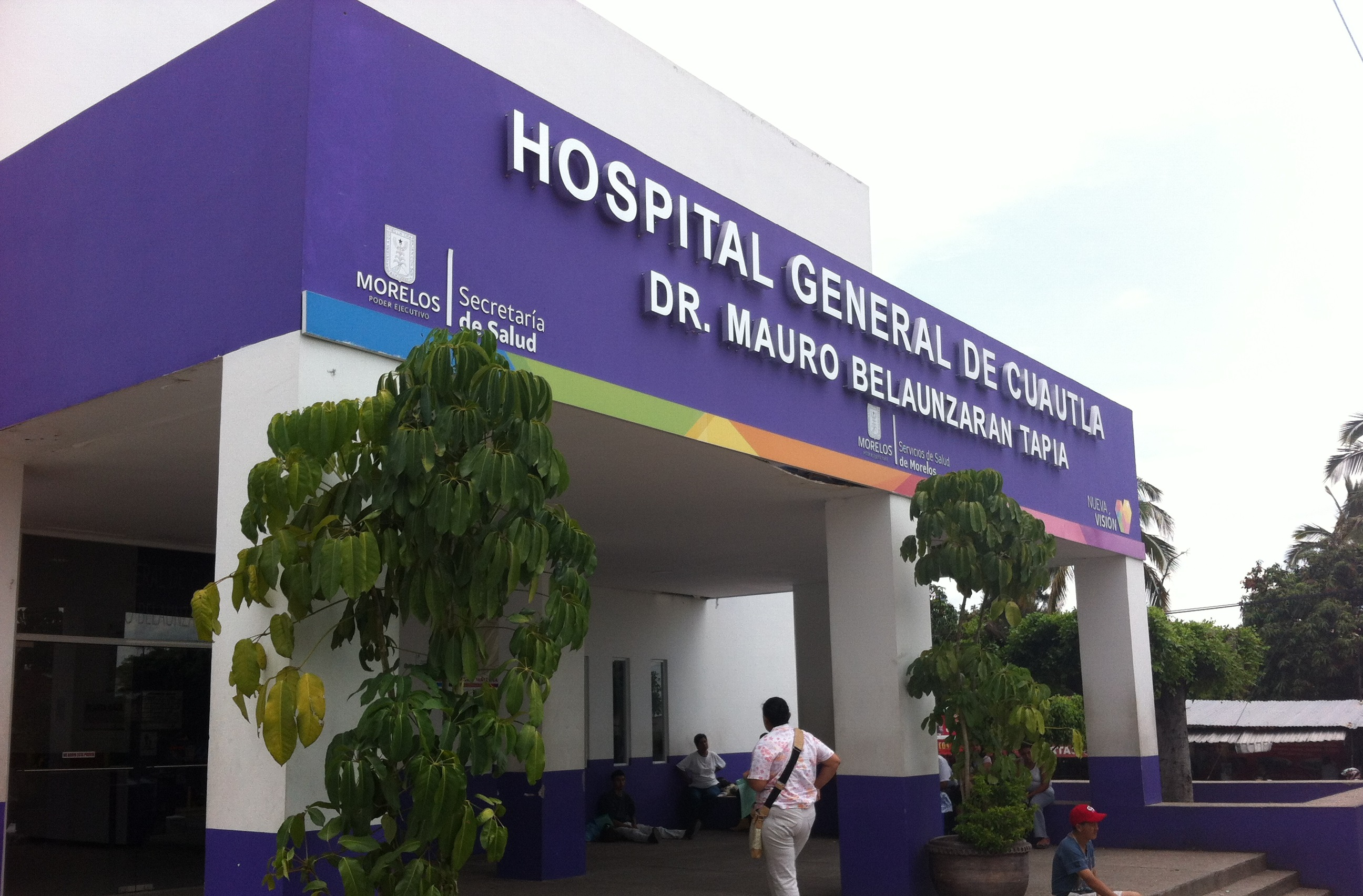
Hospital General de Cuautla.

El municipio cuenta en la actualidad con nueve centros de atención médica de primer nivel que están distribuidos estratégicamente y dan servicio a los habitantes que no son derechohabientes. Cuenta también con tres hospitales de atención médica especializada de segundo nivel dependientes del IMSS, ISSSTE y la SSA, los cuales están certificados como "Hospitales Amigos del Niño y de la Madre", que brindan servicios al municipio de Cuautla y los 16 municipios de la región oriente de Morelos, además de la población de otros estados vecinos como son Puebla, Guerrero y Estado de México.
Este municipio ha sido certificado como un municipio saludable, reconocimiento que se le otorgó por la Secretaría de Salud y la Organización Panamericana de la Salud en 1996, siendo Cuautla el primer municipio del estado de Morelos en recibir este reconocimiento.
El 23 de marzo de 2013 se abrió nuevamente el Hospital General de Cuautla, “Mauro Belaunzarán Tapia”, después de la remodelación anunciada por el gobernador Marco Antonio Adame Castillo y finalizada en el sexenio del gobernador Graco Ramírez.

## Educación
La ciudad de Cuautla cuenta con 43 centros educativos tanto privados como públicos. Una de las escuelas primarias más importantes de la heroica, es la escuela Plan de Ayala primaria Narciso Mendoza; así también, podemos encontrar la escuela Hermegildo Galeana como una de las más antiguas de Cuautla.
- Benemérita Escuela Secundaria Número 1 "Antonio Caso".
- Escuela Secundaria "Gabino Barreda" (antigua escuela nocturna para trabajadores).
- Escuela Secundaria Número 2 "Cuitlahuac".
- Escuela Secundaria Número 3 "Cuautli".
- Escuela Secundaria Número 4 "Felipe Carrillo Puerto".
- Escuela Secundaria Técnica # 19 "Jesus Bejarano Nuñez".
- Escuela Secundaria Técnica # 31.
- Escuela Secundaria Técnica # 40.
- Liceo Moderno de Cuautla.
- Colegio "La Paz".

En aspecto de preparatoria se encuentran: 
- Preparatoria "Profr. Luis Ríos Alvarado", conocida como Preparatoria Cuautla
- CBTIs 76
- CONALEP
- Colegio de Bachilleres # 4 * CECATI 147
- Centro Educativo Fénix
- Centro Universitario Alianza
- Centro Bachillerato Tecnológico Benjamin Franklin
- Centro de Bachillerato Tecnológico Luis Pasteur
- Escuela Libertad
- Colegio La Paz
- Colegio Teresa Martín
- Colegio de Norte
- Colegio Nicolás Bravo
- Colegio Oquetza

De lado universitario encontramos:
- Facultad de Estudios Superiores de Cuautla (FESC-UAEM): imparte las licenciaturas en Economía, Sociología, Relaciones Públicas, Seguridad Ciudadana y Psicología.

- Instituto Tecnológico de Cuautla (ITC): cuenta con Ingenierías y una licenciatura Ingeniería Electrónica (I.E), Ingeniería en Sistemas Computacionales (I.S.C), Ingeniería Mecatrónica (I.M.), Ingeniería Industrial, Ingeniería en Gestión, Empresarial (I.G.E), Contador Público e Ingeniería Civil (I.C).

- Escuela Normal Urbana Federal de Cuautla ENUFC: imparte las licenciaturas en Educación Preescolar, Primaria y en Educación Especial.

Así mismo, encontramos a universidades privadas como UNILA, UNIVAC, Stratford, Escuela de Estudios Superiores de Cuautla: (EESC), Escuela Superior de Educación física (ESEF), Centro Universitario de Educación Física (CUEF); ambas universidades imparten la licenciatura en Educación Física. Cuenta con una Escuela de Enfermería de Cuautla, dirigida por el profesor Francisco Moisés Flores Durán.

### Escuelas
Respecto a infraestructura educativa el municipio cuenta con 176 inmuebles, donde laboran 228 escuelas; con una planta docente de 2237 profesores que atienden a 48 063 estudiantes de los diferentes niveles educativos.
La siguiente tabla muestra los inmuebles y escuelas por turno de los diferentes niveles educativos en el municipio.
| Información educativa de Cuautla                            |           |                    |
| Nivel Educativo                                             | Inmuebles | Escuelas por turno |
| Educación inicial                                           | 14        | 14                 |
| Educación especial                                          | 4         | 8                  |
| Educación preescolar                                        | 44        | 52                 |
| Educación primaria                                          | 65        | 85                 |
| Educación secundaria                                        | 22        | 31                 |
| Educación normal                                            | 1         | 2                  |
| Educación elemental terminal (capacitación para el trabajo) | 12        | 18                 |
| Educación media terminal técnico                            | 2         | 3                  |
| Educación media superior (Bachillerato)                     | 12        | 15                 |

## Deporte
En el municipio se encuentra la unidad deportiva José María Morelos y Pavón, que cuenta con un estadio de fútbol con una capacidad aproximada para 7000 espectadores e incluye una pista de atletismo, canchas de básquetbol, canchas de usos múltiples y un auditorio. Además de esto, el municipio cuenta con diversas canchas de fútbol, fútbol rápido y básquetbol distribuidas en diversas colonias de la ciudad.
Se destaca también el Club Deportivo Cuautla (más conocido como "Los Arroceros"), equipo de fútbol que en la actualidad juega en la Segunda División Profesional de México.
También existen diferentes ligas de fútbol amateur entre las cuales destaca la Liga de fútbol Cuautla, que actualmente cuenta con más de 120 equipos activos y es la más grande e importante de la región.
Actualmente el fútbol americano ha tomado una gran relevancia en el gusto de los jóvenes y niños, pues aunque solo hay dos equipos, estos han crecido considerablemente. Esto se debe a la poca difusión que tenía este deporte y por lo tanto pasaba desapercibido, pues para poderlo practicar había que trasladarse a otros municipios como Cuernavaca.
Los equipos de fútbol americano con los que cuenta actualmente el municipio de Cuautla son los Mandriles del Colegio Stratford y Los Artilleros, estos últimos entrenan en el Club Dorados Oaxtepec. Los Mandriles de Cuautla es el equipo con mayor relevancia en el estado de Morelos, ya que a pesar de su poco apoyo ha logrado obtener más de 18 campeonatos en diversas categorías y teniendo a varios exjugadores en distintos equipos de liga mayor tales como Aztecas UDLAP, Borregos CEM, etc.

## Parques y jardines

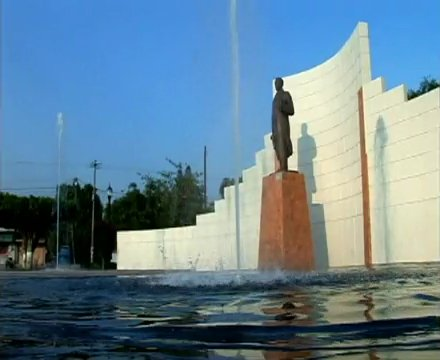
Parque Benito Juárez en la colonia Cuautlixco.

Actualmente el municipio cuenta con un total de 35 parques, jardines y áreas verdes, que son utilizados como áreas de esparcimiento, convivencia social, centros cívicos y puntos de reunión ciudadana, mismos que están ubicados en aproximadamente 30 colonias.

## Transporte

### Autobuses de Pasajeros
Llegan varias líneas de autobuses.
| Líneas de Autobuses                   | Destinos |
| ------------------------------------- | --- |
| Autobuses SUR                         | *Terminal de Autobuses de Pasajeros de Oriente - Amecameca - Izúcar de Matamoros - Axochiapan - Huajuapan de León                |
| Autobuses Volcanes                    | *Terminal de Autobuses de Pasajeros de Oriente                                                                                   |
| Autobuses Estrella Roja de Cuautla    | *Cuernavaca - Jiutepec - Tepoztlán - Yautepec - Oaxtepec - Zacatepec - Tetela del Volcán - Terminal Central de Autobuses del Sur |
| Pullman de Morelos                    | *Terminal Central de Autobuses del Sur                                                                                           |
| Ómnibus Cristòbal Colón               | *Terminal Central de Autobuses del Sur                                                                                           |
| Autobuses Costa Line                  | *Jojutla de Juárez - Acapulco - Iguala de la Independencia - Chilpancingo                                                        |
| Autotransportes Estrella Roja del Sur | *Iguala de la Independencia |
| Autobuses Oro                         | *Ciudad de Puebla - Atlixco - Cuernavaca - Tlapa                                                                                 |

## Vías de comunicación

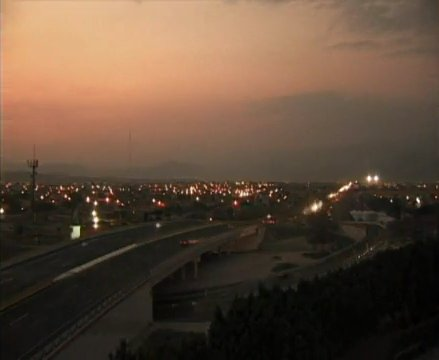
Distribuidor vial José María Morelos y Pavón.

En Cuautla operan diversas carreteras, que comunican al municipio con distintas poblaciones, incluyendo a otros estados vecinos.
Entre las principales se encuentran:
- Carretera Federal México-Cuautla vía Amecameca-Chalco No.115
- Carretera Federal México-Puebla-Oaxaca No.160
- Carretera Federal México-Cuernavaca-Cuautla vía la pera No.115D
- Carretera Federal Cuernavaca-Cuautla No.138
- Autopista Amecameca-Cuautla, complemento de la Autopista Chalco-Cuautla

Vías férreas
En Cuautla termina la línea VK, operada por Ferrosur. La estación se encuentra en el kilómetro 123 partiendo desde Xalostoc, y conecta con el Valle de México. El servicio se utiliza para la distribución de cemento y automóviles. Otra línea que llegaba a Cuautla era la línea VC que, sin embargo, fue desmantelada en su totalidad incomunicando Cuautla con el valle Azucarero de Izúcar de Matamoros, Atlixco y Puebla. Opera además el Tren Escénico de Cuautla, sobre lo que fuera la antigua vía del Ferrocarril Interoceánico.

## Atractivos culturales y turísticos

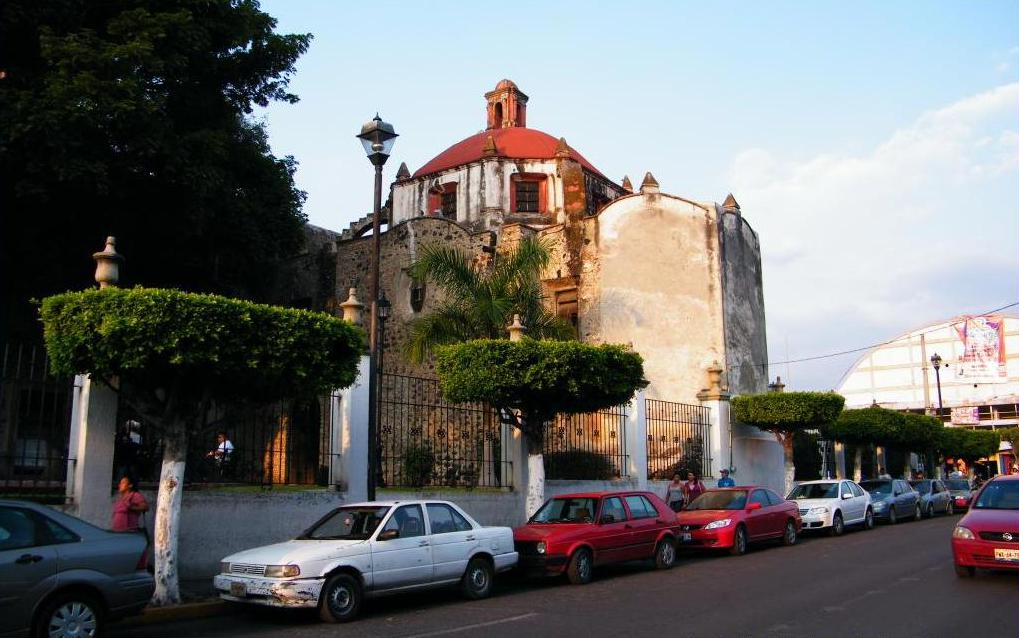
Iglesia y Ex-Convento Franciscano San Diego de Amilpas.

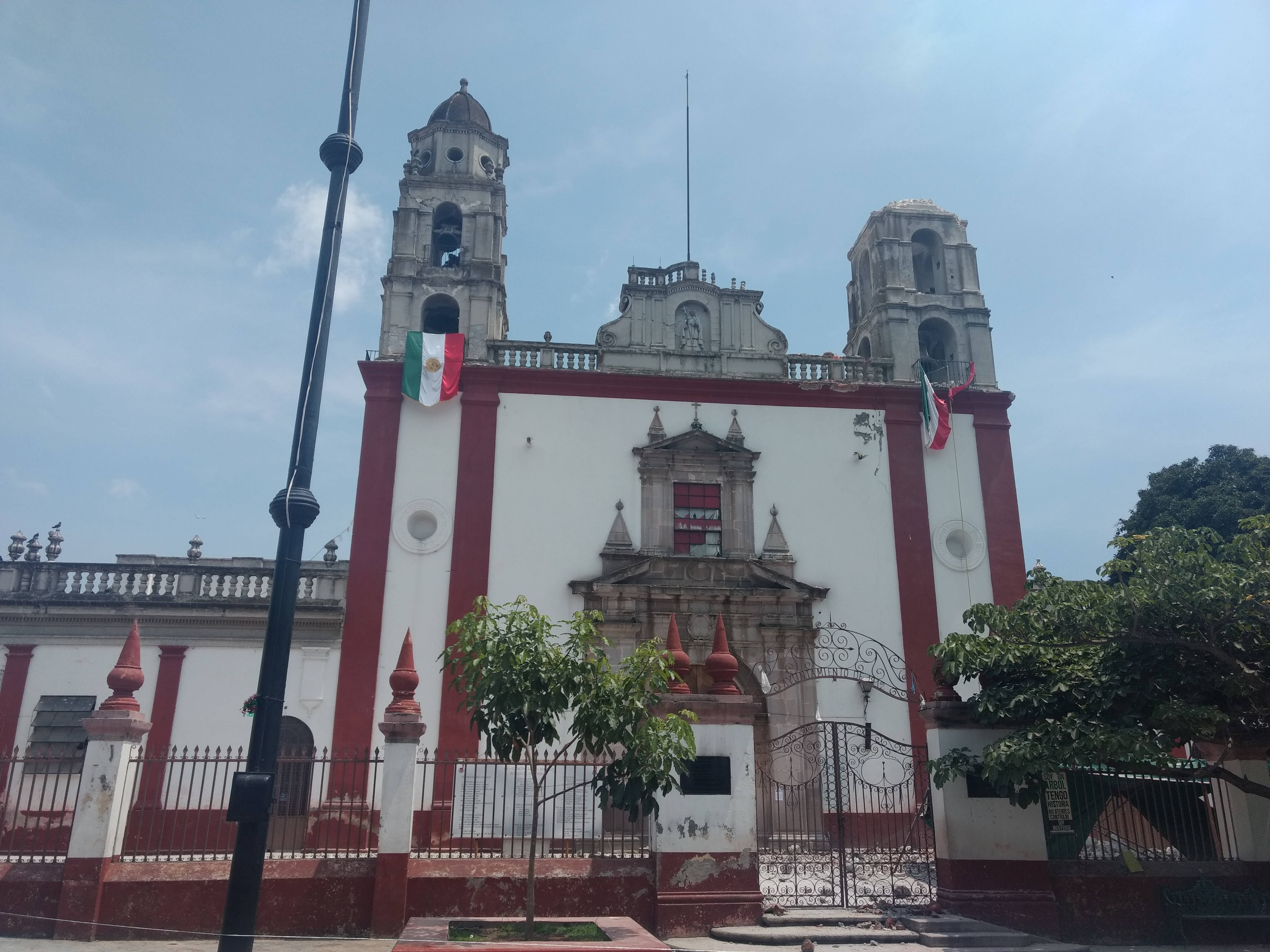
Iglesia de Santiago Apóstol en Cuautla.

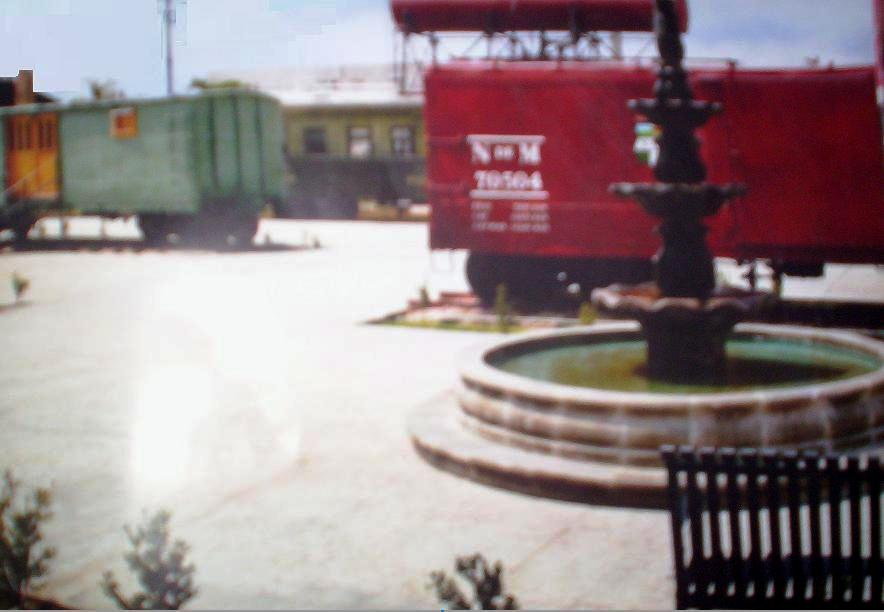
Patio de la Antigua estación del Ferrocarril, la cual es utilizada para realizar grabaciones cinematográficas y televisivas.

Este municipio tiene diversos atractivos turísticos y lugares de interés, entre los que destacan:
- Museo del Oriente de Morelos "Casa de Morelos"
- Iglesia de Santiago Apóstol y Ex-Convento de Santo Domingo de Guzmán
- Antigua estación del Ferrocarril de Cuautla donde se encuentra la Máquina de Vapor n.º 279 de vía angosta
- Iglesia y Ex-Convento de San Diego de Amilpas
- Santuario del Señor del Pueblo de Xochitengo

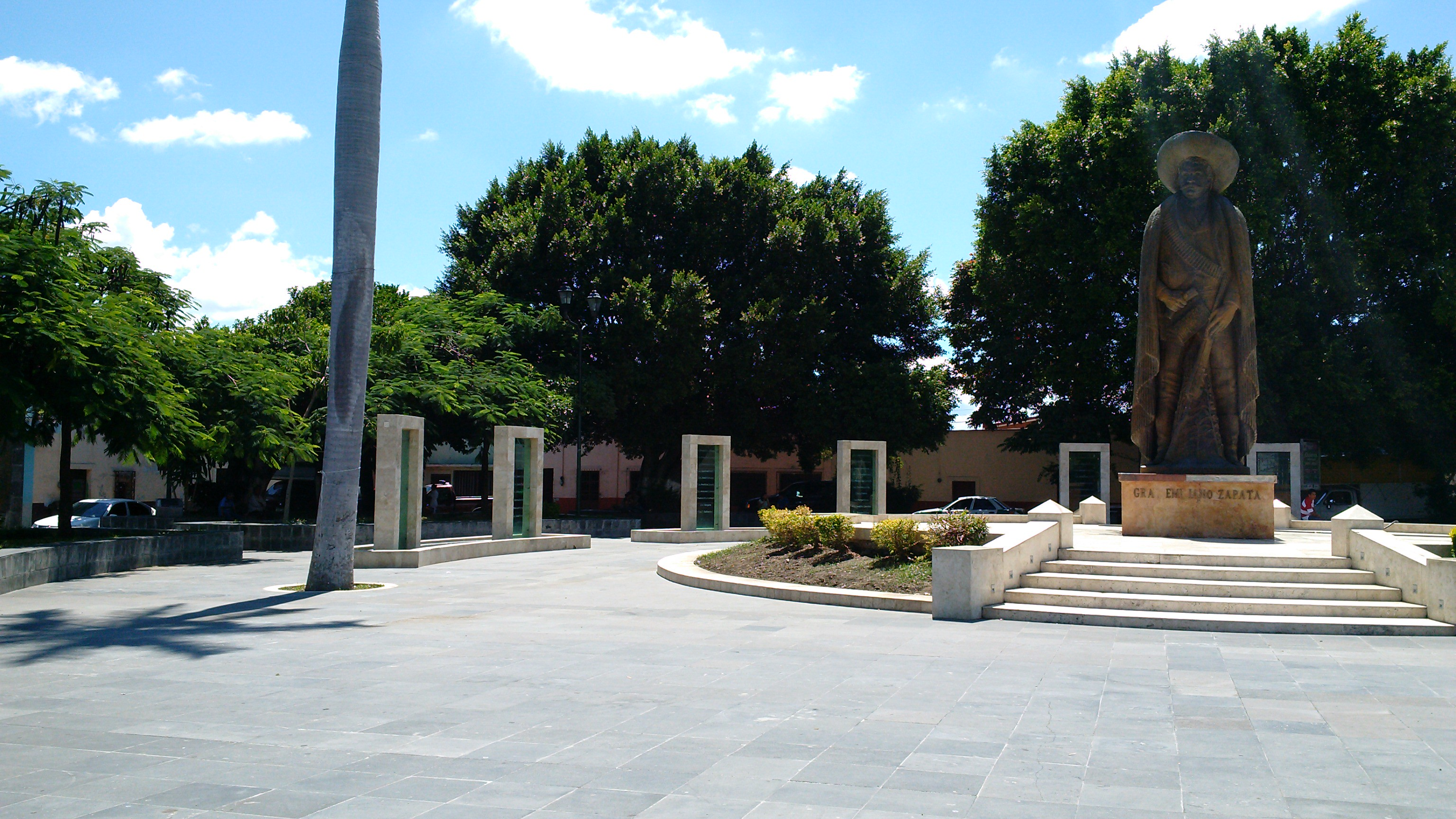
Plaza Revolución del Sur.

- Capilla de Gualupita
- Zócalo y Alameda
- Plazuela de la Revolución del Sur
- Temazcal Nantli
- Teatro Narciso Mendoza

## Gastronomía
Una gran variedad de comida se puede encontrar en Cuautla ya que comparte comida típica de otros estados como Puebla, Guerrero, Estado de México, Ciudad de México y Tlaxcala. Los platillos pueden variar de nombre pero los ingredientes son los mismos. Como por ejemplo, una “dobladita” en Cuautla, es una “quesadilla” en la Ciudad de México. Estos son algunos de los platillos que se pueden encontrar:
- Huevo con salsa de guaje, guasmole criollo, mole verde de pipián, carne de puerco en salsa verde con jumiles, verdolagas en salsa verde, cacahuate morelense con pollo, tortitas de flor de tzompantli, frijoles quebrados, molotes de huitlacoche, sopa de calabaza con flor, crema de hongos, sopa azteca, crema de berros, sopa de verdolagas con mollejas de pollo, sopa de nopales y sopa de cebolla, guatzmole verde o rojo, clemole, mole verde de pipían con tamales de ceniza, chumiles, la cecina acompañada de frijoles negros, aguacate, crema y queso ranchero. La longaniza con piñón o almendras es deliciosa y única.

Además de ser la creadora de los tacos acorazados, también conocidos como tacos de arroz o de guerra, los cuales se dice fueron creados durante la Revolución. Es platillo típico de Cuautla la barbacoa de chivo, conocida como "chito", que se acompaña con chiles curados, tepache y tortillas de maíz azul hechas a mano; el pozole blanco puede ser con carne de puerco o de pollo; los tacos dorados de rajas de chile cuaresmeño con queso, gorditas martajadas de manteca, tamales aguados y atole de granillo (maíz blanco) con piloncillo. Es clásico de Cuautla el tamal de pescado, caldo de bagre en salsa verde y el agua de alfalfa con piña, limón y chía.

## Inmigración
En la ciudad se encuentra gran cantidad de población de otros estados, incluso una minoría de habitantes de otros países.
Los inmigrantes en la ciudad son en su mayoría del vecino estado de Guerrero, con una población de aproximadamente 2500 guerrerenses en Cuautla.
También hay minorías de poblanos y mexiquenses, además de población de otros países con minorías de hondureños, japoneses y estadounidenses que en su mayoría son personas nacidas de padres mexicanos en el país vecino, y regresan a la tierra de sus antecesores. La población extranjera en Cuautla es de aproximadamente 120 habitantes.

## Colonias y ampliaciones
El municipio Cuautla se encuentra dividido en 44 colonias, que a su vez se dividen en ampliaciones, debido a que fueron pueblos, haciendas o rancherías históricos, razón por la cual son llamados así todavía por la población local, e incluso colonias cercanas a los pueblos. A continuación se mencionan las principales colonias del municipio que son:
- Centro
- Plan de Ayala
- Emiliano Zapata
- Cuautlixco (antiguo pueblo)
- Eusebio Jáuregui (antiguo pueblo de Santa Inés)
- Francisco I. Madero
- Casasano (antigua hacienda)
- Morelos
- Tetelcingo (pueblo con tradiciones y lengua indígena)
- Gabriel Tepepa (antiguo pueblo de San José)
- Fraccionamiento Brisas De Cuautla.

## Hermanamientos
La ciudad de Cuautla tiene hermanamientos con las siguientes ciudades alrededor del mundo:
- Riverside, Estados Unidos (1968).[18]
- Tehuacán, México (1971).[18]
- Chilpancingo, México (1978).[18][19]
- Morelia, México (1978).[18][20]
- Técpan de Galeana, México (1978).[18]
- Llanes, España (1978).[18]
- Carácuaro, México (1984).[18]
- Ecatepec de Morelos, México (1996).[18]
- Matanzas, Cuba (1996).[18][21]
- Ayacucho, Perú (2009).
- Amecameca, México (2010).[22]
- Coyuca de Catalán, México (2010).[18][22]
- Camagüey, Cuba (2011).[23][24]
- Apatzingán de la Constitución, México (2012).
- Laredo, Estados Unidos (2013).[18][25]
- Chicago, Estados Unidos (2016).[26]
- Tlaltizapán, México (2019).[27][28][29][30][31]
- Ciudad Ayala, México (2019).[32]
- Ciudad de México, México (2019).[33]
- Ibagué, Colombia (2019).[34]
- Sanming, China (2019).[35]
- Izúcar de Matamoros, México (2021).[36]
- Huzhou, China (2021).[37]
- Huajuapan, México (2021).[38][39]
- Renton, Estados Unidos (2021).[40]
- Chalco, México (2021).
- Cocula, México (2021).
- Dover, Estados Unidos (2021).
- Sarasota, Estados Unidos (2021).
- Jantetelco, Morelos (2023)[41]

### Convenios
- Tepic, México (2016).[42]
- Acapulco, México (2016).[42]
- Cañitas, México (2016).[42]
- Puerto Vallarta, México (2016).[42]
- Ciudad Guzmán, México (2016).[42]
- Tanlajás, México (2016).[42]
- Moroleón, México (2016).[42]
- Tezontepec, México (2016).[42]
- Metztitlán, México (2016).[42]
- Mixquiahuala, México (2016).[42]
- Huasca de Ocampo, México (2016).[42]
- Ciudad de México, México (2016).[42]